# ناسو نو یوایچی
ناسو نو یوایچی (به ژاپنی: 那須 与一 Nasu no Yoichi); ۱ ژانویهٔ ۱۱۶۹ – ۱ ژانویهٔ ۱۲۳۲) سامورایی اهل ژاپن بود که در جنگ گنپی همراه با خاندان میناموتو در برابر خاندان تایرا جنگید.